# NGC 480
NGC 480 là một thiên hà xoắn ốc  nằm cách Trái Đất khoảng 546 triệu năm ánh sáng trong chòm sao Kình Ngư.  NGC 480 được phát hiện bởi nhà thiên văn học người Mỹ Francis Leavenworth vào năm 1886.